# Courteney Cox
Courteney Bass Cox (Birmingham, Alabama, SAD, 15. lipnja 1964.) je američka filmska i televizijska glumica te bivši model.

## Izabrana filmografija
- 1987. Gospodari svemira
- 1989. Do ponovnog susreta
- 1996. Vrisak
- 1994. – 2004. Prijatelji